# Odessa (The Handsome Family)
Odessa è il primo album in studio del gruppo musicale statunitense The Handsome Family, pubblicato nel 1994.

## Tracce
1. Here's Hopin' – 3:26
2. Arlene – 3:37
3. Pony – 3:13
4. One Way Up – 3:19
5. Water Into Wine – 3:12
6. Giant Ant – 3:30
7. Everything That Rises Must Converge – 2:50
8. Gorilla – 3:37
9. The Last – 3:36
10. Claire Said - 3:41
11. Moving Furniture Around - 3:03
12. Big Bad Wolf - 3:18
13. She Awoke With A Jerk - 4:19
14. Happy Harvest - 2:35